# Armando Martín Villalobos
Armando Martín Villalobos (Chillán, 28 de marzo de 1891 - Chillán, 23 de julio de 1969) fue un agricultor, político y filántropo chileno.

## Biografía
Nació en Chillán en 1891, fue hijo de Leoncio Martín Mieres y de doña Berenice Villalobos Pinochet.
Se casó con Eufrosina Sánchez Jara, nieta del héroe del Combate Naval de Iquique Francisco Sánchez Alvaradejo, de este matrimonio nacen 7 hijos.
Estudió en el Liceo de Hombres de Chillán y en el Instituto Nacional de Santiago. Su carrera política estuvo ligada al Partido Liberal del cual fue su director, previamente antes haber sido diputado por la 16.ª Agrupación Departamental de Chillán, Bulnes y Yungay entre los años 1937 a 1941. Fue Intendente de Ñuble, Regidor y Alcalde de Chillán.
En el área social, fue miembro de la Junta de Vecinos de Ñuble, Presidente del Club de Ñuble, Socio de la Junta de Beneficencia de Chile, Miembro de la Comisión Parlamentaria de Asistencia Médico Social e Higiene de Chile y Director de la Asociación de Automovilistas de Chile.